# Chromis vanderbilti
Chromis vanderbilti är en fiskart som först beskrevs av Fowler, 1941.  Chromis vanderbilti ingår i släktet Chromis och familjen Pomacentridae. Inga underarter finns listade i Catalogue of Life.